# Maksymilian Flaum
Maksymilian Flaum (ur. 4 grudnia 1864 w Warszawie, zm. 11 sierpnia 1933 tamże) – polski lekarz, publicysta, encyklopedysta, tłumacz, przyrodnik.

## Życiorys
Urodził się w Warszawie w rodzinie żydowskiej; imiona rodziców to Stanisław i Helena. Uczęszczał do II Gimnazjum w Warszawie (które ukończył w 1882), następnie studiował przyrodę na Cesarskim Uniwersytecie Warszawskim (1882–1883), a potem chemię na Uniwersytecie Dorpackim (1883–1886). Studia ukończył w 1886 roku ze stopniem kandydata chemii. Potem zamieszkał w Warszawie, pracował w fabrykach chemicznych, udzielał lekcji chemii i tłumaczył. Od 1890 roku studiował w Bernie medycynę i podjął pracę w Instytucie Fizjologicznym Hugona Kroneckera. Za pracę Ueber den Einfluss niedriger Temperaturen auf die Functionen des Magens na Uniwersytecie Ludwika i Maksymiliana w Monachium otrzymał tytuł doktora nauk medycznych. Flaum przeniósł się wtedy do Monachium i pracował w Instytucie Farmakologii Franza Tappeinera. W 1894 roku nostryfikował dyplom w Dorpacie. Od 1895 roku w Warszawie, pracował w poliklinice Samuela Goldflama. Związany też z oddziałem chorób wewnętrznych Szpitala na Czystem. Od 1896 roku w Towarzystwie Naukowym Warszawskim, jeden ze współwłaścicieli „Gazety Lekarskiej”. Od 1890 roku współpracownik „Kurjera Warszawskiego”, od 1887 pisma „Wszechświat”. Używał pseudonimów M.F. i M.Fl. Należał do komisji Kasy im. Józefa Mianowskiego. Był encyklopedystą. Wymieniony został w gronie edytorów Encyklopedii technicznej: podręcznika praktycznego technologii chemicznej w zastosowaniu do przemysłu, rękodzieł, rzemiosł, sztuk, rolnictwa i gospodarstwa domowego opracowanej podług najnowszych źródeł wydanej w Warszawie w 1898 roku .
W 1900 roku został ranny w katastrofie kolejowej pod Włochami, w której ranny był również Reymont. Pozwany zarząd kolei wypłacił mu duże odszkodowanie.
W ostatnich latach życia prowadził z sukcesem prywatną praktykę lekarską.
Zmarł 11 sierpnia 1933 roku w Warszawie w wieku 68 lat, pochowany na cmentarzu żydowskim przy ulicy Okopowej, lecz jego nagrobek nie zachował się.

## Wybrane prace
- Ueber den Einfluss niedriger Temperaturen auf die Functionen des Magens. Zeitschrift für Biologie 28, 1891
- Rozwój umysłowy dziecka od pierwszego dnia życia oraz wskazówki do czynienia obserwacyi dla rodziców i wychowawców
- Ludwik Pasteur: Jego życie i działalność naukowa. Warszawa: Nakł. Księgarni M. A. Wizbeka, 1896
- Pechkranc S, Flaum M. Rozszerzenie przełyku samoistne. Rozpoznanie kliniczne. Badania nad zdolnością chłonną błony śluzowej przełyku. Gazeta Lekarska (1899)
- (tłum.) Rosenthal I. Podręcznik fizyologii ogólnej: wstęp do nauk przyrodniczych i medycyny. Warszawa: E. Wende 1903